# 11e méridien est
En géographie, le 11e méridien est est le méridien joignant les points de la surface de la Terre dont la longitude est égale à 11° est.

## Géographie

### Dimensions
Comme tous les autres méridiens, la longueur du 11e méridien correspond à une demi-circonférence terrestre, soit 20 003,932 km. Au niveau de l'équateur, il est distant du méridien de Greenwich de 1 225 km,.
Avec le 169e méridien ouest, il forme un grand cercle passant par les pôles géographiques terrestres.

### Régions traversées
En commençant par le pôle Nord et descendant vers le sud au pôle Sud, Le 11e méridien est passe par:
| Coordonnées          | Pays, territoire ou mer | Notes |
| -------------------- | ----------------------- | --- |
| 90° 00′ N, 11° 00′ E | Océan Arctique          | |
| 79° 45′ N, 11° 00′ E | Norvège                 | Îles du Spitzberg et île du Prince-Charles, Svalbard |
| 78° 30′ N, 11° 00′ E | Océan Atlantique        | |
| 64° 57′ N, 11° 00′ E | Norvège                 | Entre à Vikna sur Nord-Trøndelag. Sort à Kirkøy sur Østfold.                                                                                              |
| 58° 57′ N, 11° 00′ E | Suède                   | Îles Koster |
| 58° 52′ N, 11° 00′ E | Skagerrak               | |
| 57° 48′ N, 11° 00′ E | Kattegat                | |
| 57° 18′ N, 11° 00′ E | Danemark                | Île de Læsø |
| 57° 12′ N, 11° 00′ E | Kattegat                | Passe juste à l'est de Grenå, Jutland, Danemark |
| 55° 45′ N, 11° 00′ E | Danemark                | Île de Seeland |
| 55° 35′ N, 11° 00′ E | Grand Belt              | Croise la Liaison du Grand Belt |
| 55° 08′ N, 11° 00′ E | Smålandsfarvandet       | |
| 54° 49′ N, 11° 00′ E | Danemark                | Île de Lolland |
| 54° 46′ N, 11° 00′ E | Baie de Kiel            | |
| 54° 23′ N, 11° 00′ E | Allemagne               | Péninsule de Wagrie |
| 54° 09′ N, 11° 00′ E | Baie de Lübeck          | |
| 53° 59′ N, 11° 00′ E | Allemagne               | Passe juste à l'ouest de Nuremberg (à 49° 27′ N, 11° 05′ E)                                                                                               |
| 47° 24′ N, 11° 00′ E | Autriche                | |
| 46° 46′ N, 11° 00′ E | Italie                  | Passe juste à l'ouest de Trente (à 46° 04′ N, 11° 07′ E) et à l'est de la côte de Vérone (à 45° 26′ N, 10° 59′ E) Agliana, juste à l'ouest de Florence () |
| 42° 41′ N, 11° 00′ E | Mer Méditerranée        | Passe entre Île de Giglio et la péninsule de Monte Argentario, Italie                                                                                     |
| 37° 04′ N, 11° 00′ E | Tunisie                 | Péninsule du Cap Bon |
| 36° 45′ N, 11° 00′ E | Mer Méditerranée        | Golfe de Hammamet |
| 35° 39′ N, 11° 00′ E | Tunisie                 | |
| 35° 01′ N, 11° 00′ E | Mer Méditerranée        | |
| 34° 41′ N, 11° 00′ E | Tunisie                 | l'archipel des Kerkennah |
| 34° 39′ N, 11° 00′ E | Mer Méditerranée        | Golfe de Gabès |
| 33° 51′ N, 11° 00′ E | Tunisie                 | Île de Djerba et le continent |
| 32° 12′ N, 11° 00′ E | Libye                   | côte est de Nalut dans la région Tripolitaine Est du Jebel Uweinat dans la région de Fezzan                                                               |
| 24° 28′ N, 11° 00′ E | Algérie                 | |
| 22° 58′ N, 11° 00′ E | Niger                   | Canton de Keling dans le département de Gouré |
| 13° 22′ N, 11° 00′ E | Nigeria                 | Ville de Gashua (en) et Potiskum dans l'état de Yobe À travers l'État de Gombe, passe juste à l'ouest de Gombe capitale (10° 17′ N, 11° 10′ E)            |
| 6° 41′ N, 11° 00′ E  | Cameroun                | Département de Mbam-et-Inoubou dans la région Centre du Cameroun Meyo Biboulou dans la région Sud du Cameroun                                             |
| 2° 10′ N, 11° 00′ E  | Guinée équatoriale      | Mfuin dans le Kié-Ntem à 1° 59′ N, 11° 02′ E |
| 1° 00′ N, 11° 00′ E  | Gabon                   | croise l'équateur terrestre à côté de Elarn (0° 10′ N, 11° 04′ E) dans le département de Abanga-Bigné province de Moyen-Ogooué                            |
| 3° 46′ S, 11° 00′ E  | Océan Atlantique        | |
| 60° 00′ S, 11° 00′ E | océan Austral           | |
| 69° 53′ S, 11° 00′ E | Antarctique             | Terre de la Reine-Maud, revendiquée par la Norvège |